# くる梨

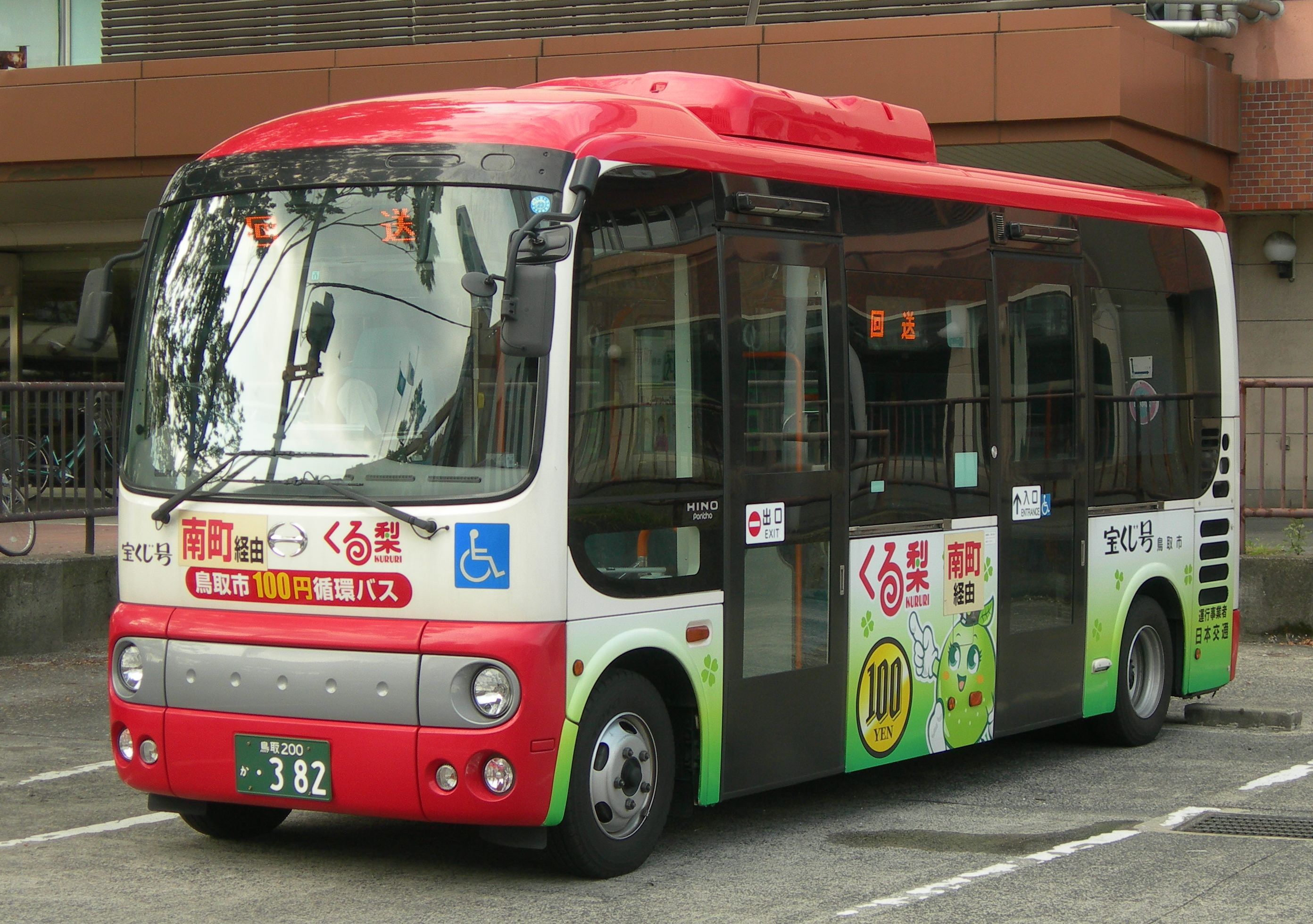
くる梨

くる梨（くるり）とは、鳥取県鳥取市で運行するコミュニティバス。

## 概要
かつては鳥取市の中心市街地を循環するバス路線が存在しなかったため、中心市街地内の移動は非常に手間がかかるものとなっていた。これを解消し利便性の向上を図るため、鳥取市が中心となって、中心市街地を循環するコミュニティバスの運行を開始した。2回の実験運行を経て、2004年（平成16年）1月3日より正式運行に移行した。
名称は公募により決定されたもので、運行は日本交通と日ノ丸自動車に委託されている。鳥取駅を起点とする、赤コース（左回り）・青コース（右回り）・緑コース（右回り）の3ルートが運行されており、年間の利用者は約25万人にのぼる。
時刻表検索サイトのバスネットに加入している。なお、毎年1月1日は全便運休となる。

## 沿革

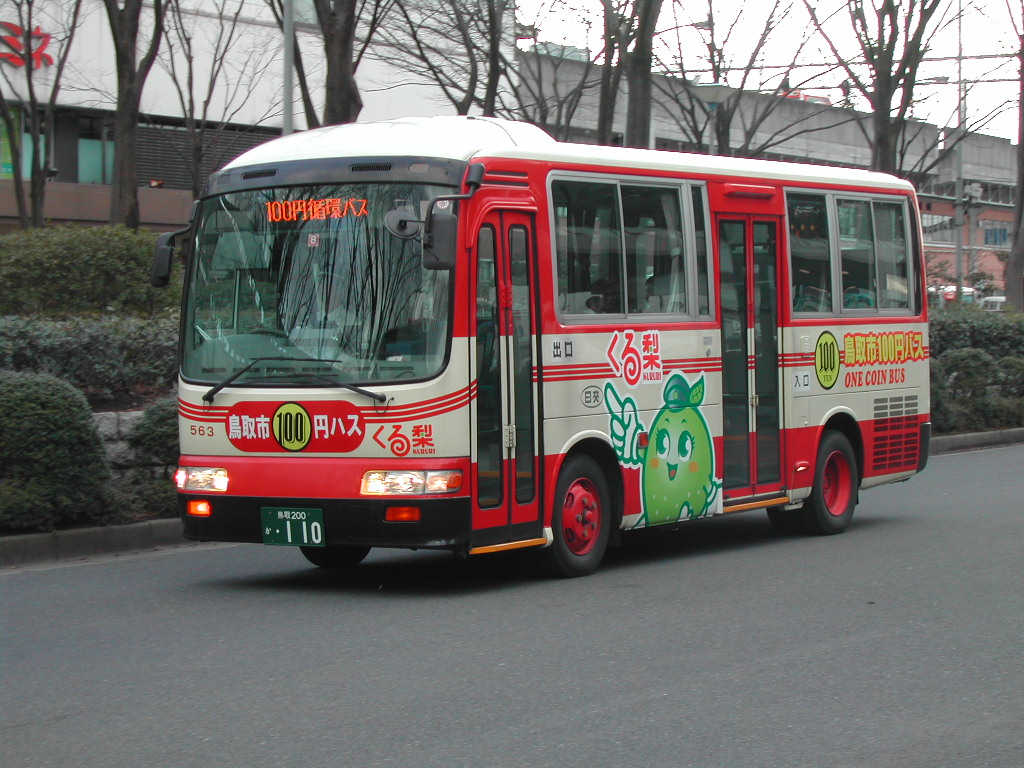
過去の車両

- 過去の車両2002年（平成14年）10月1日 - 第1回実験運行。当初は日野・リエッセ4台（赤・青各2台）を使用。
- 2003年（平成15年）4月1日 - 第2回実験運行。定期券発売開始。
- 2004年（平成16年）1月3日 - 本格運行開始。日野・ポンチョ2台（赤・青各1台）を導入。
- 2005年（平成17年）
  - 3月1日 - 一日乗車券発売開始。
  - 10月1日 - 鳥取市・鳥取環境大学の学官共同事業の試験導入により、赤コース（左回り）の日野・ポンチョの燃料にバイオディーゼル20%を使用開始。
- 2006年（平成18年）4月1日 - 鳥取市・鳥取環境大学の学官共同事業の本格導入により、青コース（右回り）の日野・ポンチョの燃料にバイオディーゼル20%を使用開始。
- 2007年（平成19年）
  - 1月4日 - 赤コース（左回り）のコースを一部変更した路線（聖神社経由）の実験運行を開始（従来の赤コース（左回り）も運行、3月31日まで）。
  - 7月1日 - 赤コース（左回り）の半数を聖神社経由に変更。従来の運行経路（南町経由）と交互運行。
  - 10月1日 - 青コース（右回り）を経路変更。
- 2008年（平成20年）
  - 1月28日 - 鳥取駅バスターミナルにて利用者100万人突破記念セレモニーを開催。
  - 3月1日 - 鳥取生協病院の移転に伴い、赤コース（左回り）の停留所名称を一部変更。
  - 4月4日 - 桜の開花時期にあわせ、桜観賞者のため、青コース（右回り）に限り、小型バスを使った夜間の臨時運行が試験的に行われた（通称「花見バス」、4月12日まで）。また、この期間中は、中心市街地のパーキングチケットを発行している有料駐車場を利用し、青コース（右回り）に乗車した場合、降車時にパーキングチケットを乗務員に提示すると、最大4名まで運賃が無料とする実験（通称「パーク&くる梨ライド」、赤コース（左回り）は対象外）が実施された。
  - 12月22日 - バイオディーゼル20%の使用を一時中止[2]。
  - 12月26日 - 赤コース（左回り）に日野・ポンチョ（2代目モデル）1台を導入。
- 2009年（平成21年）8月6日 - 青コース（右回り）に日野・ポンチョ（2代目モデル）1台を導入。これにより、予備車を除き、全便がノンステップバスによる運行となった。
- 2010年（平成22年）8月 - 青コース（右回り）の日野・ポンチョ（初代モデル）が廃車。これに伴い、当分の間、半数の便を日野・リエッセで運行。
  - 12月2日 - 青コース（右回り）に日野・ポンチョ（2代目モデル）1台を導入（廃車となった日野・ポンチョ（初代モデル）の代替）。
- 2011年（平成23年）7月 - 赤コース（左回り）に日野・ポンチョ（2代目モデル）1台を導入。代わりに日野・ポンチョ（初代モデル）が廃車。
- 2013年（平成25年）4月1日 - 緑コース（右回り）を新設[3]、併せて日野・ポンチョ（2代目モデル）2台を導入。それに伴い、赤コース（左回り）・青コース（右回り）を変更。電子マネーを導入[4]。1ヶ月定期券・回数券の発売を開始。
- 2017年（平成29年）12月1日 - 緑コース（右回り）を経路変更[5]。
- 2019年（令和元年）10月1日 - 同年10月15日 - 11月5日に予定されている鳥取市役所の庁舎移転に伴い、赤コース・青コースを大幅に再編し、8の字型の運行に変更[6]。また、一日乗車券を200円に値下げ。
- 2020年（令和2年）3月13日 - 青コースに日野・ポンチョ（2代目モデル）1台を導入。この車両から新デザインが採用された[7]。代わりに2010年（平成22年）12月2日に導入した日野・ポンチョ（2代目モデル）1台が予備車に転用、予備車の日野・リエッセ1台が廃車予定。
- 2021年（令和3年）
  - 3月8日 - 赤コースに日野・ポンチョ（2代目モデル）1台を導入。代わりに2008年（平成20年）12月26日に導入した日野・ポンチョ（2代目モデル）1台が予備車に転用。
  - 10月1日 - 路線番号（行先番号）を導入[8][9][10]。また、青コースの運行経路を変更[11]。
- 2022年（令和4年）
  - 6月30日 - 鳥取市とJR西日本米子支社がICカード乗車券「ICOCA」導入に関する基本合意書を締結[12][13][14]
  - 9月1日 - 鳥取大丸が丸由百貨店に屋号を変更したことに伴い、青コース（8の字型の運行）・緑コース（右回り）の停留所名称を一部変更。
  - 12月31日 - ICOCAへの切り替え準備に伴い、この日をもって電子マネーの利用を終了。
- 2023年（令和5年）
  - 3月18日 - 鳥取駅バスターミナルにてICOCA・ICOCA定期券を発売開始（発行事業者はJR西日本、発売事業者は日本交通となり、日ノ丸自動車での発売は無し）。
  - 3月31日 - この日をもって一日乗車券の発売を終了（6月30日まで利用可能）[15]。
  - 4月1日 - JR西日本のICカード乗車券「ICOCA」を導入（交通系ICカード全国相互利用サービス対応）[16][17][18][19][20]。料金を大人は100円、小学生、障がい者等は50円に変更。

## 運行系統
- 料金は大人は100円、小学生、障がい者等は50円、幼児は無料。
- ICOCA（交通系ICカード全国相互利用サービス対応）が利用可能。なお、バス車内でのチャージには対応していないので注意が必要である。チャージ可能なバス関連施設は鳥取駅バスターミナル窓口のみである。PiTaPa交通利用エリアではないため、PiTaPaで乗車した場合には他の交通系ICカードと同様、プリペイド方式での利用となる。
  - その他、コンビニエンスストア[21]、セブン銀行ATM[22]、ローソン銀行ATM（新型機のみ）[23]、イオングループの店舗[24]、しまむらグループの店舗[25]、ツルハグループの店舗（調剤薬局を除く）[26]等でもチャージ可能（PiTaPaを除く）。
  - 2025年3月15日からはJR西日本鳥取駅でもICカード「ICOCA」の利用が可能となるため、自動券売機でのチャージが可能となる[27]。
  - かつては電子マネーのWAON・iD・QUICPay・楽天Edyが利用可能であった。しかし、機器の老朽化や、交通系ICカードには対応していなかったことから、ICOCAへの切り替え準備に伴い、2022年12月31日をもって取り扱いを終了した。
    - 当初SmartplusとVisa Touchにも対応する予定であったが発行者の三菱UFJニコスによるサービス廃止が決定したため白紙となった。なおnanacoも対応していない。
- ICOCA及びICOCA定期券は鳥取駅バスターミナルにて発売（発行事業者はJR西日本、発売事業者は日本交通となる）[28]。
- 定期券
  - 大人は1箇月3,000円、小学生、障がい者等は1箇月1,500円（鳥取駅（バスターミナル）発着の路線バス定期券を提示または購入した場合は大人は1箇月1,500円、小学生、障がい者等は1箇月750円）
    - 2023年3月18日よりICOCA定期券（初回購入時にデポジット500円が必要。）に切り替えられた。またICOCA定期券は券面に印字されないため、別紙で「ICOCA定期券内容控」が交付される。
- 専用回数券
  - 500円券（50円券の11枚綴り）、1,000円券（100円券の11枚綴り）
- 一日乗車券（2023年3月31日をもって発売終了、6月30日まで利用可能）[15]
  - 200円（障害者等は100円）
- 鳥取藩乗放題手形（3日間1,800円）でも利用可能。
- なお、一般路線の乗車券類は使用できない。
- 最終2便を除き、鳥取駅（バスターミナル）でいったん降りずにそのまま乗車可能。平日は、青コースは3周ごとに赤コースと日本交通担当の緑コースは4周ごとに鳥取駅（バスターミナル）で乗務員が交代する。
- それぞれ最終2便は鳥取駅（バスターミナル）が終点となる。
- （停留所名）は一部の便のみ停車。＜停留所名/停留所名＞はどちらかを経由。
- 鳥取駅（バスターミナル）の発車時刻は以下の通りとなる。
  - 赤コース（8の字型の運行）：8:10および8:40 - 18:20の毎時00・20・40分（8:20を除く）（8:10、8:40、9:00は土曜・休日運休）。
  - 青コース（8の字型の運行）：8:00、8:20および8:45 - 18:05の毎時05・25・45分（8:00、8:20、8:45は土曜・休日運休）。
    - 8:00および偶数時台の毎時05・45分（8:05を除く）・奇数時台の毎時25分はAコース（出合橋 - 相生町 - 城北高校前 - 南公園経由）、8:20および偶数時台の毎時25分（8:25を除く）・奇数時台の毎時05・45分はBコース（鹿野町公園前 - 出合橋 - 相生町 - 聖神社北門前経由）。

  - 緑コース（右回り）：8:07および8:35 - 18:15の毎時15・35・55分（8:15を除く）（8:07、8:35、8:55は土曜・休日運休）。

### 赤コース（8の字型の運行）

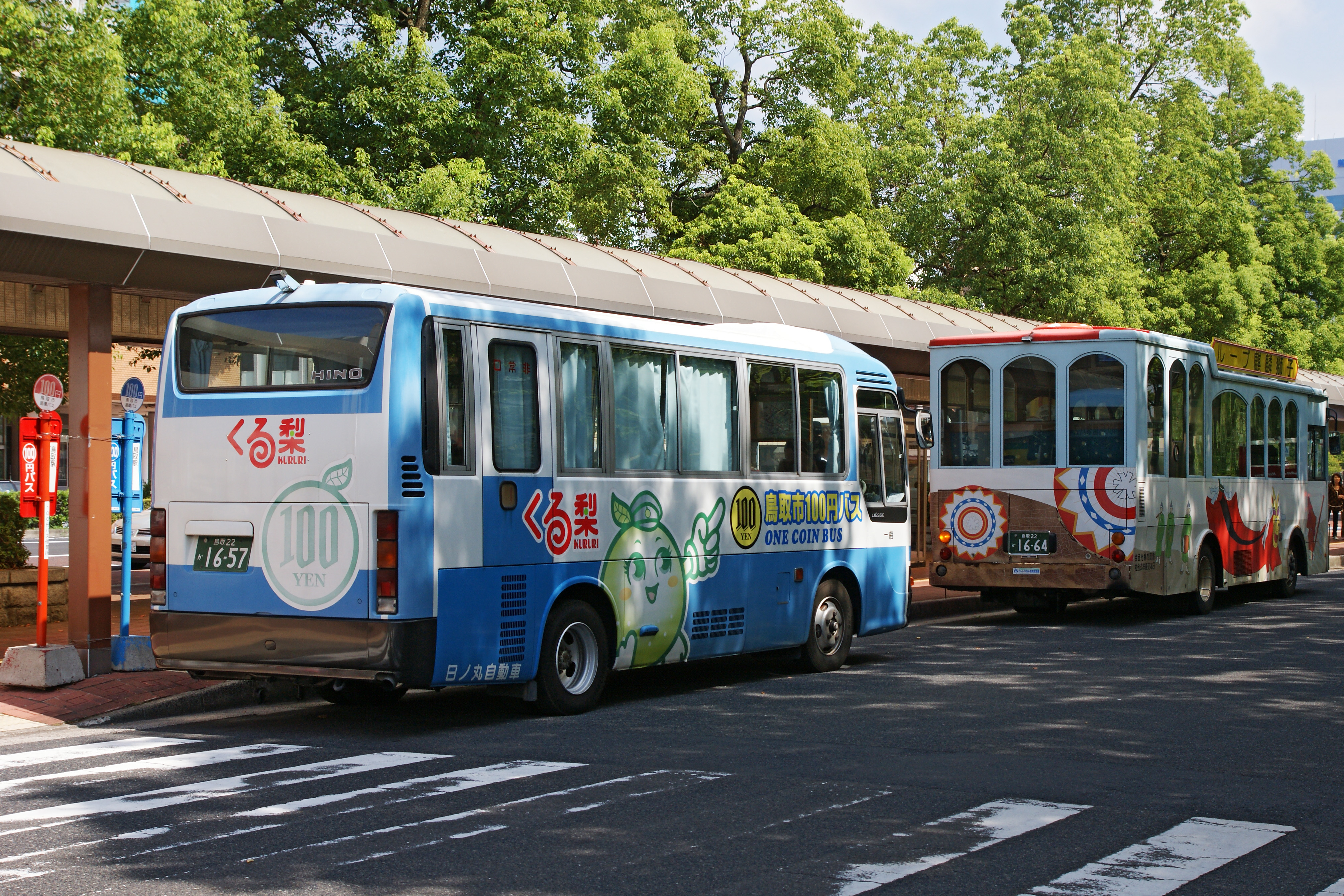
鳥取駅バスターミナル0番乗り場に停車中のくる梨とループ麒麟獅子

- [01] 鳥取駅（バスターミナル） → 市役所前 → 今町二丁目 → トスク本店 → 行徳公園入口 → 今町一丁目 → JA会館前 → 末広温泉町 → 生協病院前 → 鳥取市文化センター → 内吉方 → 吉方町一丁目 → 山の手会館前 → 御弓町 → 中町 → 樗谿公園やまびこ館前 → 上町 → 大榎町 → 江崎町 → とりぎん文化会館 → 鳥取赤十字病院 → 掛出町 → 寺町 → NTT寺町・NHK前 → 弥生橋 → 生協病院入口 → 永楽温泉町 → 鳥取駅（バスターミナル）
  - 日本交通に委託している。

### 青コース（8の字型の運行）
青コースはAコース（出合橋 - 相生町 - 城北高校前 - 南公園経由）とBコース（鹿野町公園前 - 出合橋 - 相生町 - 聖神社北門前経由）の交互運行である。
- [02A] Aコース 鳥取駅（バスターミナル） → 丸由百貨店前 → 太平線 → 南町 → 鹿野橋 → 川端四丁目 → 茶町 → 片原五丁目 → 出合橋 → 大森公園前 → 相生町 → マルイ薬師町店前 → 城北高校前 → 新茶屋 → 富桑体育館前 → 富桑小学校前 → 南公園 → 行徳公園入口 → トスク本店 → 今町 → 市役所前 → 鳥取駅（バスターミナル）
- [02B] Bコース 鳥取駅（バスターミナル） → 丸由百貨店前 → 太平線 → 南町 → 鹿野橋 → 川端四丁目 → 茶町 → 鹿野町公園前 → とりぎん文化会館 → 片原五丁目 → 出合橋 → 大森公園前 → 相生町 → マルイ薬師町店前 → 寿町 → 行徳口 → 行徳二区 → 常忍寺前 → 聖神社北門前 → 行徳公園入口 → トスク本店 → 今町 → 市役所前 → 鳥取駅（バスターミナル）
  - 出合橋・行徳二区・常忍寺前の各停留所はポールが進行方向とは反対側にあるので注意。
  - 日ノ丸自動車に委託している。

### 緑コース（右回り）
- [03] 鳥取駅（バスターミナル） → 丸由百貨店前 → 太平線 → 瓦町 → 川端三丁目 → 元魚町二丁目 → 本町三丁目 → 福祉文化会館前 → わらべ館 → 裁判所前 → 仁風閣・県立博物館 → 市立武道館 → 鳥取県庁 → とりぎん文化会館 → 市民会館前 → 本町一丁目 → 職人町 → 戎町 → パレットとっとり前 → 鳥取市移住・交流情報ガーデン前 → 市営駐輪場前 → さざんか会館 → ふれあい会館 → 鳥取駅南口 → 年金事務所前 → 市役所前 → 鳥取駅（バスターミナル）
  - 日本交通・日ノ丸自動車に委託している。

## 車両
- 小型バス8台（赤3台・青3台・緑2台（うち赤・青各1台が新デザイン、赤・青各1台が予備車専用デザイン「代車だで」））で運行。全て日野自動車のポンチョ（2代目モデル、車椅子対応）。予備車が不足した場合は日野自動車のリエッセが使用されたこともあった（この場合、電子マネーは利用できなかった）。また、予備車が緑コースで運行される場合は、誤乗防止のため、緑地に白文字で「緑コース」と書いたマグネットプレートを車体に表示する。
  - 2020年から導入される車両は新デザインが採用される。
  - 2021年11月28日から予備車については専用デザイン「代車だで」に変更された。
- かつては、毎年6月頃には、樗谿公園のホタル鑑賞者のため、赤コース（左回り）高砂屋前・南町経由に限り、中型バスを使った夜間の臨時運行が行われた（通称「ホタルバス」）。しかし、周辺の環境変化によりホタルの生息数が減少したため、現在は中止されている。
- なお、かつての赤コース（左回り）高砂屋前・南町経由は中型バスでも運行可能だった。それ以外のコース（現在は全てのコースが該当する）は狭隘路線のため中型バスは入れず、小型バスに限定されている。
- 運賃箱は、日本交通が小田原機器製、日ノ丸自動車がレシップ製のものをそれぞれ採用している。

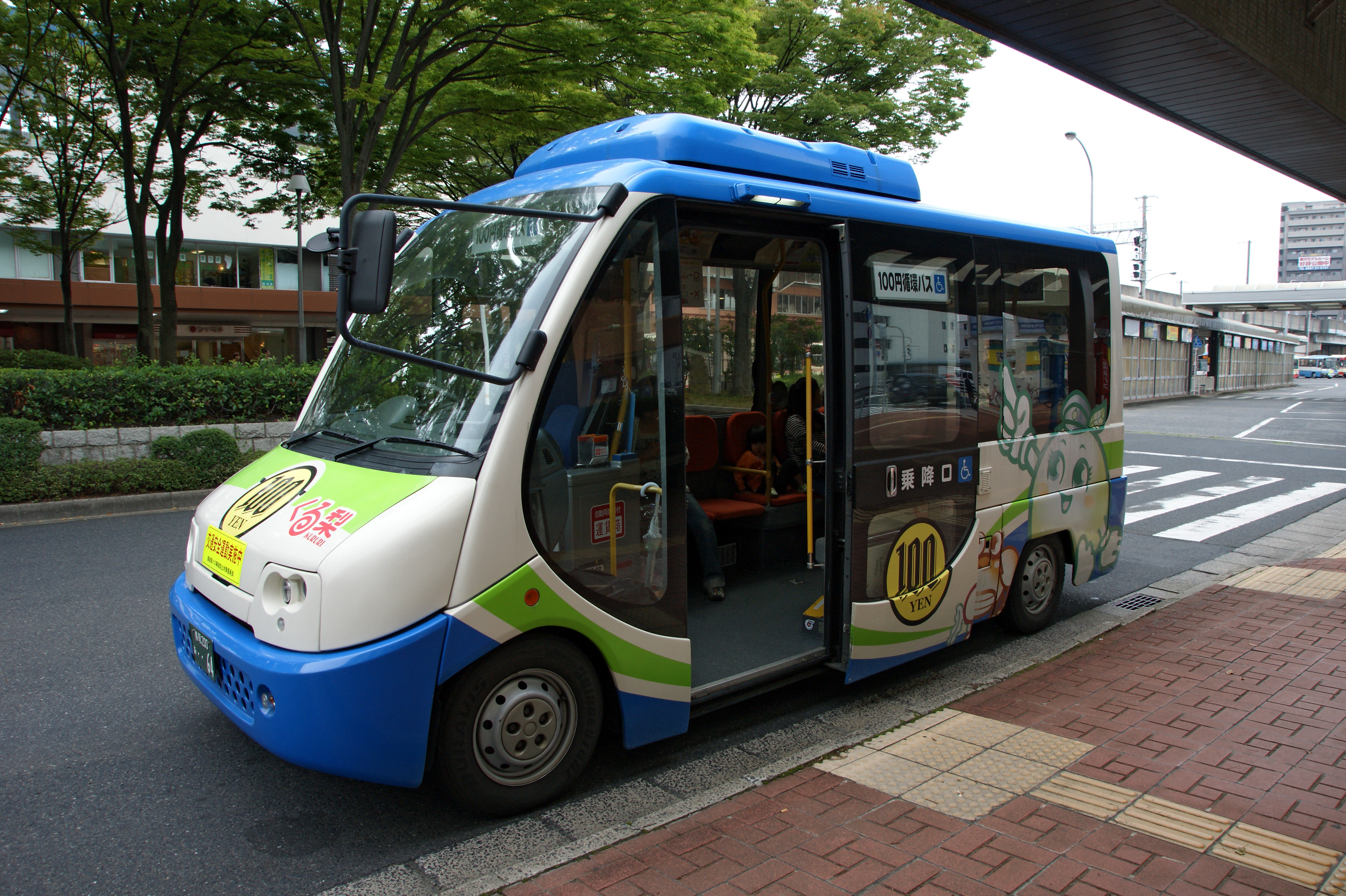
初代ポンチョ（日ノ丸自動車、廃車）、鳥取駅バスターミナル0番乗り場に停車中
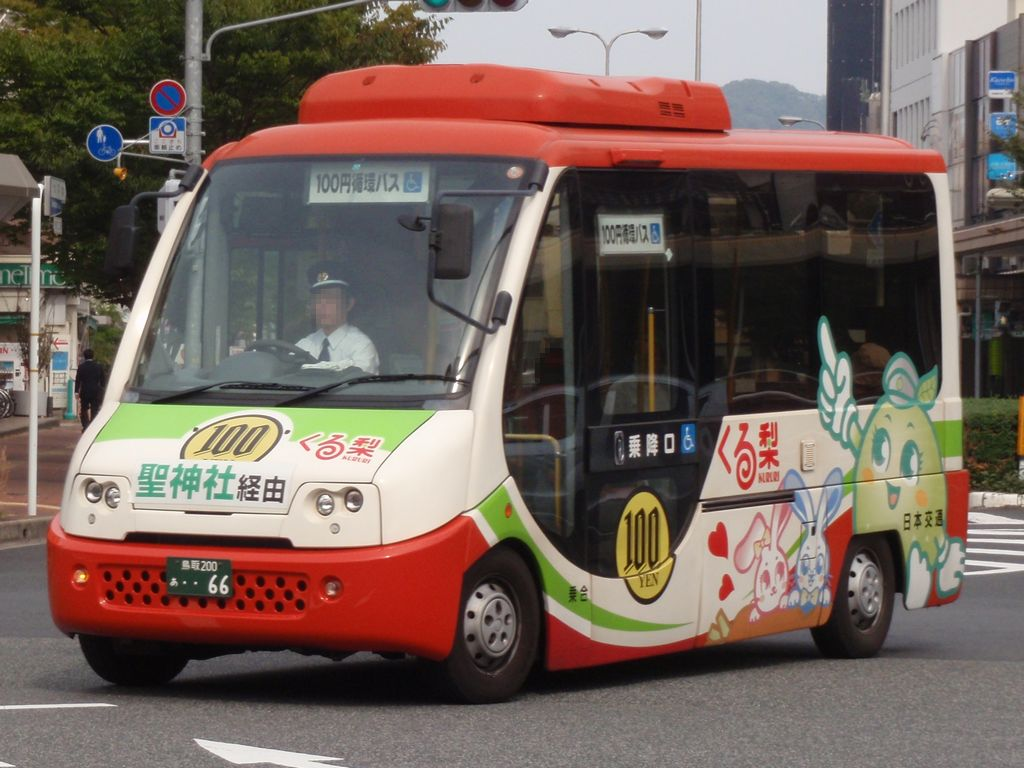
初代ポンチョ（日本交通、廃車）
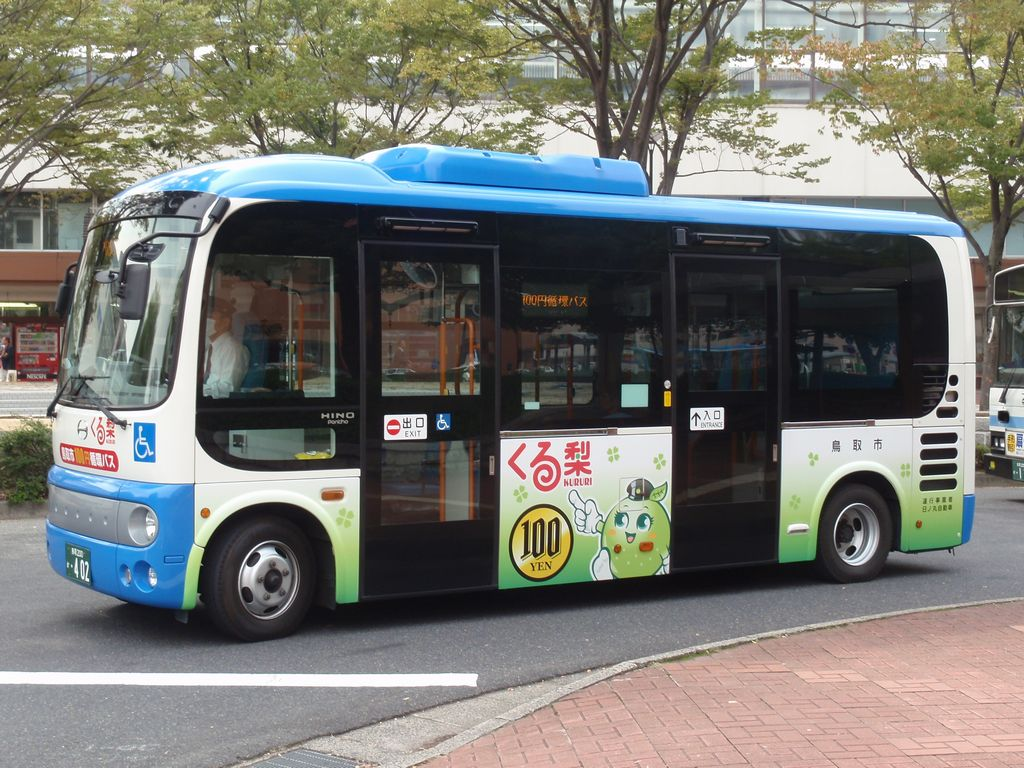
2代目ポンチョ（日ノ丸自動車）
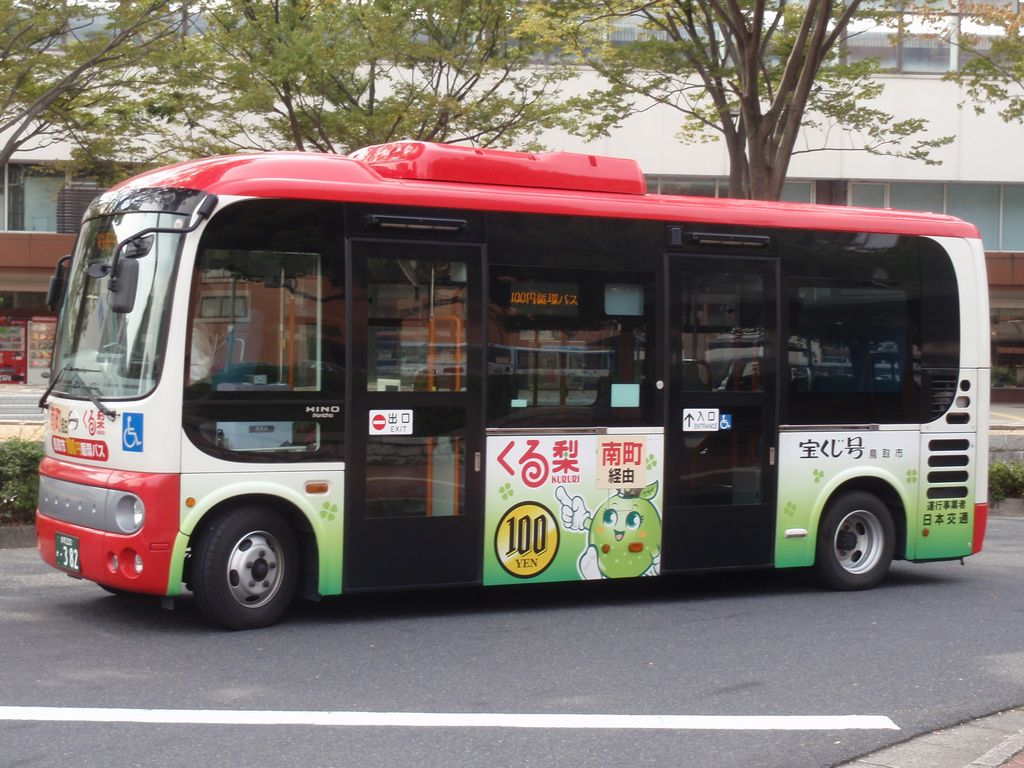
2代目ポンチョ（日本交通）